# Clusia cajambrensis
Clusia cajambrensis är en tvåhjärtbladig växtart som beskrevs av José Cuatrecasas. Clusia cajambrensis ingår i släktet Clusia och familjen Clusiaceae. Inga underarter finns listade i Catalogue of Life.